# Петар Трбојевић
Петар Трбојевић (рођен 9. септембра 1973. године у Нишу, СФРЈ) је српски ватерполиста. Био је репрезентативац СР Југославије, Србије и Црне Горе и Србије. Са њима освојио је:
- бронзану медаљу за Савезну Републику Југославију на Летњим олимпијским играма у Сиднеју 2000.
- сребрну медаљу за Србију и Црну Гору на Летњим олимпијским играма 2004. у Атини
- златну медаљу на Европском првенству у Београду 2006. године.

## Клупски трофеји
- Евролига 2001/02. -  Шампион са Олимпијакосом
- Куп победника купова 1990. - Победник са Партизаном
- Куп победника купова 1996/97. - Победник са Вулијагменисом
- Суперкуп Европе 1990/91. - Победник са Партизаном
- Суперкуп Европе 2002/03. - Победник са Олимпијакосом
- Првенство СР Југославије 1994/95. -  Шампион са Партизаном
- Куп СФР Југославије 1990/91. - Победник са Партизаном
- Куп СР Југославије 1991/92, 1992/93, 1993/94. и 1994/95. - Победник са Партизаном
- Првенство Грчке 1996/97. и 1997/98. -  Шампион са Вулијагменисом
- Куп Грчке 1998/99. - Победник са Вулијагменисом
- Суперкуп Грчке 1996. - Победник са Вулијагменисом
- Првенство Шпаније 2000/01, 2005/06, 2006/07, 2007/08. и 2008/09. -  Шампион са Барселонетом
- Куп Шпаније 1999/00, 2000/01, 2005/06, 2006/07, 2007/08. и 2008/09. - Победник са Барселонетом
- Суперкуп Шпаније 2004, 2006, 2007, 2008. и 2009. - Победник са Барселонетом
- Куп Каталоније 2006, 2007, 2008. и 2009. - Победник са Барселонетом
- Првенство Грчке 2001/02, 2002/03. и 2003/04. -  Шампион са Олимпијакосом
- Куп Грчке 2001/02, 2002/03. и 2003/04. - Победник са Олимпијакосом
- Првенство Црне Горе 2010/11. и 2012/13. -  Шампион са Будвом
- Куп Црне Горе 2010/11. - Победник са Будвом